# День дельфина
«День дельфина» (англ. The Day of the Dolphin) — кинофильм американского режиссёра Майка Николса (1973) по научно-фантастическому роману Робера Мерля «Разумное животное». Работу над фильмом начал Роман Полански, но проект был свёрнут после убийства его жены. Музыка Жоржа Делерю выдвигалась на соискание «Оскара».

## Сюжет
На небольшом острове расположился Центр морской биологии доктора Тарелла. Предмет исследования учёных — дельфины-афалины и поиск средств общения с ними. Родившийся в неволе дельфин Альфа научился не только понимать Тарелла, повторять простые слова, но и вести диалог. Спонсоры Тарелла решили использовать достижения учёного в своих целях. С помощью сотрудника лаборатории Дэйвида они похитили Альфу и его подругу Бету и, проверив способности дельфинов, решили с их помощью взорвать яхту президента Соединенных Штатов. Альфе удалось бежать и доплыть до острова. Тарелл приказал Альфе вернуть Бету с «задания», в результате она поставила магнитную мину на корабль похитителей, и те погибли. Тарелл решил закрыть свой центр и выпустил своих питомцев в открытый океан.

## В ролях
| Актёр           | Роль            |
| --------------- | --------------- |
| Джордж К. Скотт | Джейк Террелл   |
| Триш Ван Девер  | Мэгги Террелл   |
| Пол Сорвино     | Кёртис Махони   |
| Фриц Уивер      | Гарольд Демайло |
| Джон Коркс      | Дэвид           |
| Эдвард Херрманн | Майкл           |
| Лесли Чарлсон   | Мэриэнн         |

## Съёмочная группа
- Оператор: Уильям Фрейкер
- Сценарист: Бак Генри /Buck Henry/
- Продюсер: Роберт И. Рельи /Robert E. Relyea/
- Монтажёр: Сэм О’Стин /Sam O’Steen/
- Композитор: Жорж Делерю /Georges Delerue/
- Художник: Ричард Силберт /Richard Sylbert/